# Flames of Sunset
Flames of Sunset — второй студийный альбом российской пауэр-метал группы Arida Vortex, выпущенный в 2006 году.

## Об альбоме
От издателя

«ARIDA VORTEX — не из тех групп, которые штампуют диски, словно пекут блины, а в намерении играть power-metal не видят далее собственного носа. Может показаться, что нового альбома команды пришлось ждать чересчур долго. Однако результатом этой продолжительной работы стала программа „Flames of Sunset“, обладающая солидным запасом прочности».
CD-Maximum

## Список композиций
1. Ignis Volans (Instrumental intro) — 3:59
2. The Mirror Inside — 4:20
3. Slaves of Fate — 4:00
4. Black Line — 4:36
5. Light of Distant Stars — 4:31
6. Riot in Heaven — 5:45
7. Loser — 3:59
8. Flames of Sunset — 4:38
9. Alienation (Instrumental)— 4:34
10. I Believe — 4:43
11. Призрак Зеркала (bonus track) — 4:06

## Участники записи
- Роман Гурьев — гитары, бэк-вокал
- Андрей Седлецкий — гитары, бэк-вокал
- Антон Смольянин — ударные
- Андрей Лобашёв — вокал
- Николай Кузьменко — бас (1,2,3,6,7,8,11)
- Михаил Немировский — бас (4,5,7,9), бэк-вокал